# WorldWideWeb
WorldWideWeb (позднее переименован в Nexus) — первый веб-браузер. Он был разработан в рамках проекта Европейской организации по ядерным исследованиям в 1990 году Тимом Бернерсом-Ли, работал на платформе NeXTSTEP и был разработан с помощью Interface Builder. Интерфейс браузера был очень прост, большая часть информации отображалась в текстовом формате, с несколькими изображениями. Кроме стандартного протокола FTP, использовал новый для того времени протокол HTTP. Позже переименован в «Nexus».
Программный код был передан в общественное достояние в 1993 году.